# Koberer
Ein Koberer (von Rotwelsch Kober für ‚Wirt‘; davon auch kobern ‚anmachen, anwerben, Freier aufreißen‘) ist ein Türsteher oder Portier, der Kunden von der Straße zum Besuch eines Amüsierlokals (Nachtclub, Sex-Club, Striplokal) auffordert. Die dabei gewählte Form der Kundenansprache ist oft deftig bis obszön und häufig aggressiv. So stellen sich Koberer auch Passanten in den Weg und beschreiben die zu erwartende Unterhaltung in nicht jugendfreier Deutlichkeit.
Der Ausdruck selbst stammt wahrscheinlich aus dem Jiddischen (kowo, kübbo ‚Schlafkammer, Bordell, Hütte, Zelt‘).
Besonders bekannt ist das Phänomen in Deutschland auf der Reeperbahn. Dort ist jedoch seit den 2010er-Jahren ein Rückgang des Koberer-Gewerbes festzustellen.